# Psalm 69: The Way to Succeed and the Way to Suck Eggs
Psalm 69: The Way to Succeed and the Way to Suck Eggs (o simplemente Psalm 69) es el título común del quinto álbum de estudio de la banda estadounidense de metal industrial Ministry, publicado en 1992 por el sello Sire Records. El título real del álbum es ΚΕΦΑΛΗΞΘ, una combinación de las palabras κεφαλή (kephalē) y ΞΘ, que significan "capítulo 69" en griego. El título Psalm 69 se usa por razones de simplicidad. El álbum acercó a Ministry a una audiencia mundial, especialmente con la canción "Jesus Built My Hotrod", cuyo vídeo recibió fuerte rotación en MTV. Psalm 69 también representó la primera colaboración con la banda del guitarrista Mike Scaccia, contratado por Al Jourgensen en 1989.
La canción "N.W.O." fue nominada al Grammy por mejor interpretación de metal en la edición de 1993, pero perdió ante "Wish" de Nine Inch Nails.

## Lista de canciones
| N.º | Título                                     | Escritor(es)                                         | Duración |  |
| 1.  | «N.W.O.»                                   | Jourgensen, Barker                                   | 5:31     |  |
| 2.  | «Just One Fix»                             | Jourgensen, Barker, Rieflin, Balch                   | 5:11     |  |
| 3.  | «TV II»                                    | Jourgensen, Barker, Scaccia, Rieflin, Chris Connelly | 3:04     |  |
| 4.  | «Hero»                                     | Jourgensen, Barker, Rieflin                          | 4:13     |  |
| 5.  | «Jesus Built My Hotrod» (con Gibby Haynes) | Jourgensen, Barker, Balch, Rieflin, Haynes           | 4:51     |  |
| 6.  | «Scarecrow»                                | Jourgensen, Barker, Scaccia, Rieflin, Balch          | 8:21     |  |
| 7.  | «Psalm 69»                                 | Jourgensen, Barker                                   | 5:29     |  |
| 8.  | «Corrosion»                                | Jourgensen, Barker                                   | 4:56     |  |
| 9.  | «Grace»                                    | Jourgensen, Barker, Beno                             | 3:05     |  |

## Personal
- Al Jourgensen – voz, guitarras, teclados, producción
- Paul Barker – bajo, programación, voz, producción